# 牧有太
牧 有太（まき ゆうた、1981年3月27日 - ）は、日本の映画監督、映像作家。神奈川県出身。

## 経歴
日本大学芸術学部を卒業後、2004年テレビマンユニオンに参加。
2006年にプロサッカー選手を引退した中田英寿と共に世界を旅する。
その後、『情熱大陸』『世界・ふしぎ発見!』などを演出。
2019年、俳優 山田孝之の５年間を追いかけたドキュメンタリー映画「No Pain, No Gain」を監督。

## 主な作品
- 日本テレビ『中田英寿 僕が見た、この地球。旅、ときどきサッカー』（2008年・演出）
- 毎日放送『情熱大陸 綾野剛編』（2013年・演出）
- 北海道テレビ『水曜どうでしょう 初めてのアフリカ』（2013-2014年・外部ディレクターとして参加）
- 映画『TAKAYUKI YAMADA DOCUMENTARY「No Pain,No Gain」』（2019年・監督・撮影・編集）